# Puente Rey Juan Carlos I
El Puente Rey Juan Carlos I es un puente sobre el río Guadalquivir situado en Sevilla (Andalucía, España) y se completa con un viaducto sobre el Charco de la Pava y las zonas bajas de San Juan de Aznalfarache, entre los dos muros de defensa contra las avenidas del río.

## Construcción
Fue construido para dar entrada y salida desde la zona sur de la comarca del Aljarafe, en una época en que el Puente de San Juan ya se encontraba saturado de tráfico, y en la que la situación, empezaba a mostrarse como insostenible ante un cada vez mayor, número de residentes en el Aljarafe Sevillano.
En un primer momento, contó con 4 carriles, dos en cada sentido separados por una mediana y desembocaba en Sevilla directamente en la avenida de Blas Infante, frente a los 5 de sentido único con los que cuenta desde el año 1991 desembocando en un complejo nudo.

## Situación
Partiendo desde el norte, es el séptimo puente que cruza el Guadalquivir, y está situado entre los puentes de San Juan y Reina Sofía. Forma parte de la ronda de circunvalación SE-30. Constituye el nexo de unión entre la zona sur del Aljarafe (San Juan de Aznalfarache, Mairena del Aljarafe, Tomares, Coria del Río, Puebla del Río, Palomares del Río entre otras) y el sevillano barrio de los Remedios. Por él, sólo discurre la circulación en sentido de oeste a este (Entrada a Sevilla), ya que el sentido contrario, recae desde el año 1991 sobre el Puente Reina Sofía, situado a unos 100 metros aguas arriba.